# Maude Island
Maude Island är en ö i Kanada.   Den ligger i North Coast Regional District och provinsen British Columbia, i den sydvästra delen av landet, 4 100 km väster om huvudstaden Ottawa. Arean är 14,1 kvadratkilometer.
Terrängen på Maude Island är lite kuperad. Öns högsta punkt är 370 meter över havet. Den sträcker sig 4,1 kilometer i nord-sydlig riktning, och 6,8 kilometer i öst-västlig riktning.
Trakten runt Maude Island är nära nog obefolkad, med mindre än två invånare per kvadratkilometer.